# フランシスコ・マルドナド
フランシスコ・マルドナド（Francisco José Maldonado Collante, 1981年6月2日 - ）は、スペイン・サン・フェルナンド出身の元サッカー選手。現役時代のポジションはFW。

## 経歴
レアル・ベティスの下部組織出身。2003年2月8日、レアル・マドリード戦でデビューし、15分間だけプレーした。その後は3チームにレンタルされた。2005-06シーズンはロルカ・デポルティーボCFにレンタル移籍し、セグンダ・ディビションに昇格したてのチームで26試合13得点という成績を残して5位に躍進した。2007-08シーズンはジムナスティック・タラゴナにレンタルされ、2008-09シーズンはプリメーラ・ディビションのスポルティング・ヒホンに完全移籍した。2008年12月21日、UDアルメリア戦で初得点した。

## 所属クラブ
- 1994-2002  レアル・ベティスB
- 2002-2008  レアル・ベティス

2004-2005 → ADセウタ (loan)
2005-2006 → ロルカ・デポルティーボCF (loan)
2007-2008 → ジムナスティック・タラゴナ (loan)
- 2008-2010  スポルティング・ヒホン
- 2010-2012  FCカルタヘナ
- 2012-2013  ヘレスCD
- 2013-0000  AOハニア
- 2014-2016  サン・フェルナンドCD